# Sanforizace

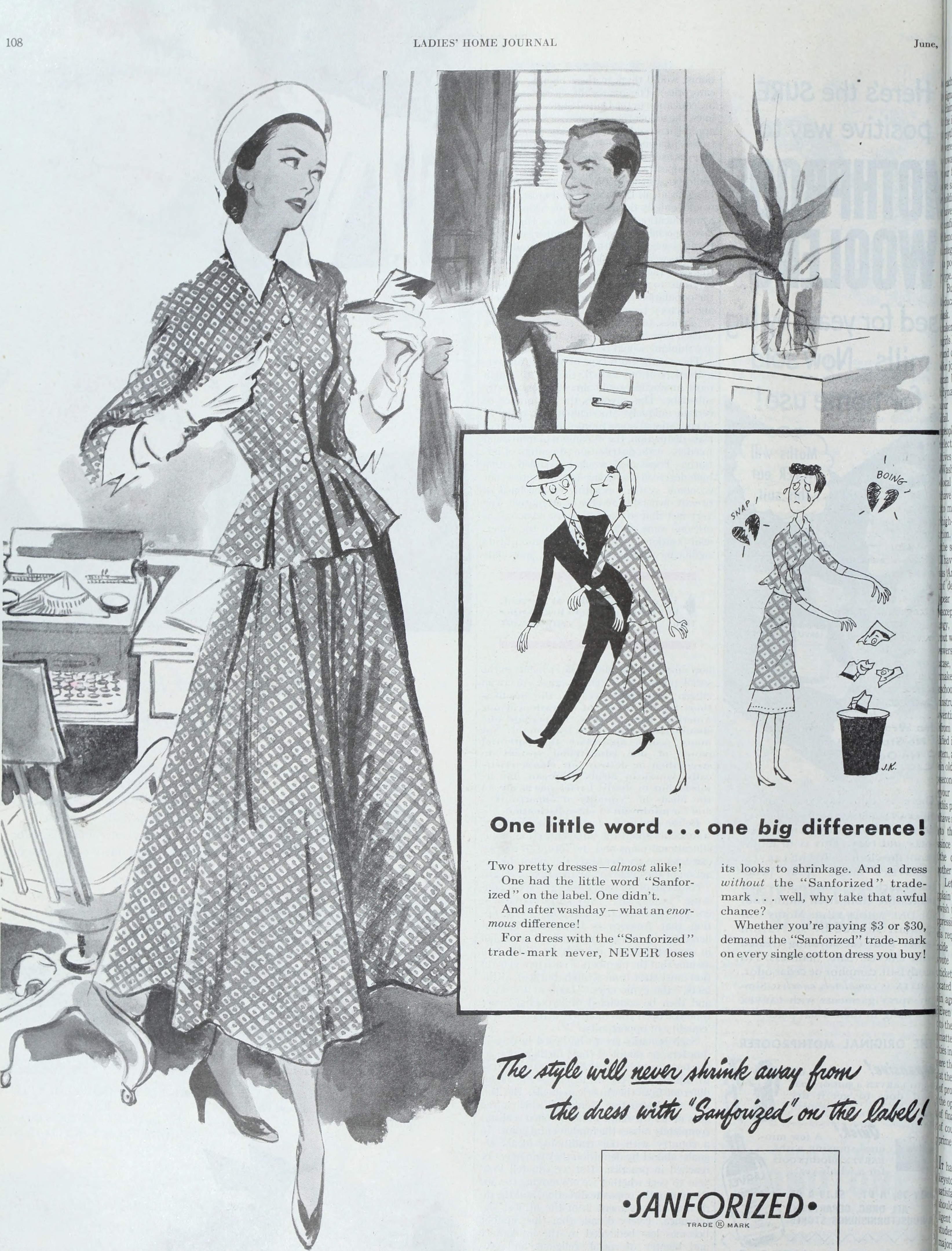
Reklama na sanforizované zboží (USA 1948)

Sanforizace je kontrolované kompresivní srážení textilií z celulózových vláken (bavlna, len, viskóza atd.). Je to mechanický proces, kterým se dosáhne značného snížení sráživosti při praní. Na speciálním stroji se textilie pěchuje podélným a příčným směrem za spolupůsobení horkého vlhkého vzduchu. 
Textilie prochází mezi gumovým pásem a ohřívaným měděným válcem. Přítlačný válec tiskne gumový pás na měděný válec, pryž se při tom roztahuje a s ní i textilie. Když tlak povolí, gumový pás a zpracovávaný materiál se zkrátí. Zkrácení je tím větší čím silnější je přítlak válce.
Na tomto principu se dají zušlechťovat textilie všeho druhu. Úpravou se zboží prodraží až o 10 %, zároveň se však podstatně zlepší jeho užitné vlastnosti.
První zařízení na tento způsob si nechal patentovat Američan Sanford Cluett. Ze zkratky jeho křestního jména je odvozen název licence Sanfor®, na základě které se od roku 1930 smí provádět tento proces se zárukou snížení sráživosti tkanin pod 1 %.
Později byly vyvinuty podobné způsoby zušlechťování:
- U některých druhů technických textilií (např. na součásti aut nebo letadel) se zaručuje sráživost pod 0,3 %
- Pleteniny (obzvlášť prádlo a lehké vrchní oděvy) se fixují na sráživost pod 7 %. (Např. patent Krumpex fungující na principu rozdílné obvodové rychlosti textilie a nekonečných spirál na sadě pracovních válců)
- U zařízení Sanfor Plus se po sanforizaci zboží napouští umělou pryskyřicí, aby zvýšila nemačkavost a odpuzování nečistot
- Sanfor-Set kombinuje snížení sráživosti s usnadněním údržby textilie, které se dosahují s pomocí tekutého čpavku a mercerace [3]